# Milos
Milos (Grieks: Μήλος) is een Grieks eiland en gemeente (dimos) in de Egeïsche Zee, een van de Cycladen, en ligt ten zuidwesten van het eiland Kimolos in de Griekse bestuurlijke regio (periferia) Zuid-Egeïsche Eilanden. 

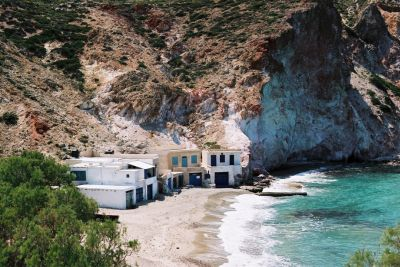
Milos: Strand met (boot)huizen

Soms wordt ook de Oudgriekse benaming Melos nog gebruikt, onder meer in het Engels en het Nederlands. Milos is 150 km2 groot en heeft zo’n 5000 inwoners. Net als Santorini is het vulkanisch van oorsprong. Warme bronnen en zwaveluitstotingen getuigen van vulkanische activiteit. Dit is van economisch belang voor de winning van delfstoffen: de bodem levert onder meer zwavel, perliet, puzzolaan en kaolien.
Bij opgravingen werd hier onder andere in 1820 de beroemde Venus van Milo gevonden (eigenlijk Aphrodite van Milos (of Melos), thans in het Musée du Louvre te Parijs). Uit archeologische opgravingen blijkt dat het eiland reeds in het neolithicum bewoond was. In de Menoïsche tijd leverde Milos vulkanisch glas (obsidiaan) voor de vervaardiging van siervoorwerpen aan Kreta. Na de komst van de Doriërs in Griekenland (circa 1100 v.Chr.) werd het eiland vanuit Laconië gekoloniseerd. Tijdens de Peloponnesische Oorlog, toen Milos weigerde zich bij de Delisch-Attische Zeebond aan te sluiten, stuurde Athene in 416 v.Chr. een strafexpeditie. Thucydides vertelt hoe de Atheense gezanten eerst onderhandelden op hooghartige en cynische toon; toen de Meliërs echter weigerden het hoofd te buigen voor het Atheense imperialisme, werden alle mannen gedood en de vrouwen en kinderen als slaven weggesleept. Naar aanleiding van deze humanitaire ramp schreef Euripides zijn tragedie Trojaanse vrouwen.

## Plaatsen[4]
Door de bestuurlijke herindeling (Programma Kallikratis) werden de departementen afgeschaft vanaf 2011. “Milos” werd een regionale eenheid (periferiaki enotita). Er werden eveneens gemeentelijke herindelingen doorgevoerd, in de tabel hieronder “GEMEENTE” genoemd.
| Eiland  | Postcode | GEMEENTE | Hoofdplaats van de gemeente             |
| ------- | -------- | -------- | --------------------------------------- |
| Kimolos | 840 04   | Kimolos  | Kimolos (ook wel Chorio (dorp) genoemd) |
| Milos   | 848 00   | Milos    | Milos (ook wel Plaka genoemd)           |
| Serifos | 840 05   | Serifos  | (Chora of, hoofdplaats van) Serifos     |
| Sifnos  | 840 03   | Sifnos   | Apollonia (ook wel Stavri genoemd)      |

## Verbindingen
Milos is per schip bereikbaar vanuit Piraeus, de haven van de Griekse hoofdstad Athene. Vanuit de havenstad Adámas, gelegen aan de grote baai, worden veerdiensten onderhouden naar een aantal eilanden en naar het vasteland. Vanuit Pollonia, in het noorden, wordt een veerdienst onderhouden met het nabijgelegen eiland Kimolos. 
Op enkele kilometers afstand van Adámas bevindt zich het vliegveld van Milos.